# Rihei Sano
Rihei Sano (Shizuoka, 21. rujna 1912. – 26. ožujka 1992.) japanski je nogometaš.

## Reprezentativna karijera
Za japansku reprezentaciju igrao je 1936. godine. Odigrao je 2 utakmice.
S japanskom reprezentacijom Rihei Sano je igrao na Olimpijskim igrama 1936.

## Statistika
| Japan  | Japan | Japan |
| Godina | Nas.  | Gol.  |
| ------ | ----- | ----- |
| 1936.  | 2     | 0     |
| Ukupno | 2     | 0     |

## Vanjske poveznice
- National Football Teams
- Japan National Football Team Database